# Roger Pyttel
Roger Pyttel (n. 8 mai 1957, Wolfen, Saxonia-Anhalt, Germania) este un înotător ce a reprezentat Germania, medaliat olimpic. A participat la 3 ediții ale Jocurilor Olimpice (1972, 1976, 1980) în care a câștigat o medalie de argint și o medalie de bronz.